# Fanore
Fanore (Iers:Fán Óir, "the golden slope") is een klein dorp in het graafschap Clare aan de westkust van Ierland.
Fanore ligt aan de weg tussen Ballyvaughan en Doolin en is bekend om zijn grote zandstrand. Het dorp is zeer populair bij wandelaars, surfers en andere toeristen. De omgeving is ook geliefd bij botanici, gezien haar plek aan de rand van de Burren en de Atlantische Oceaan.
Het dorp is reeds vele malen op televisie verschenen. Met name van de, in Ierland populaire, serie Father Ted zijn vele scènes opgenomen in Fanore en omgeving.